# Lijn A (metro van New York)
De A Eighth Avenue Express  of ook wel lijn A is een metrolijn die onderdeel is van de metro van New York. De lijn verbindt Inwood in Upper Manhattan langs de westelijke rand van Central Park en Eighth Avenue dwars door Brooklyn, met Queens en specifiek The Rockaways, het schiereilandje in het uiterst zuidoosten van New York City.
Op plattegronden, stationsborden en richtingfilms staat de lijn aangegeven in de kleur blauw  omdat de lijn een dienst is van het traject van de Eighth Avenue Line door Manhattan. 
Lijn A gebruikt naast Eighth Avenue Line ook de trajecten van de Fulton Street Line in Brooklyn en Queens en de Rockaway Line in Queens.

## Stations
| Verklaring dienstregeling               | Verklaring dienstregeling                 |
| --------------------------------------- | ----------------------------------------- |
| Stops all times                         | Stopt gehele dag                          |
| Stops all times except late nights      | Stopt behalve 's avonds laat en 's nachts |
| Stops late nights only                  | Stopt alleen 's avonds laat en 's nachts  |
| Stops weekdays only                     | Stopt alleen op weekdagen                 |
| Stops rush hours in peak direction only | Stopt alleen spitsuur in de spitsrichting |

| A service                                          | Station                                 | Handicapped/disabled access | Overstappunt | Verbindingen                                          |
| -------------------------------------------------- | --------------------------------------- | --------------------------- | --- | ----------------------------------------------------- |
| Manhattan                                          |                                         |                             | |                                                       |
|                                                    | Inwood-207th Street                     | Handicapped/disabled access | |                                                       |
|                                                    | Dyckman Street                          |                             | |                                                       |
|                                                    | 190th Street-Overlook Terrace           |                             | |                                                       |
|                                                    | 181st Street                            |                             | |                                                       |
|                                                    | 175th Street                            | Handicapped/disabled access | | George Washington Bridge Bus Terminal                 |
|                                                    | 168th Street                            | Handicapped/disabled access | (Broadway-Seventh Avenue Line)                                                                                       |                                                       |
|                                                    | 163rd Street-Amsterdam Avenue           |                             | |                                                       |
|                                                    | 155th Street                            |                             | |                                                       |
|                                                    | 145th Street                            |                             | |                                                       |
|                                                    | 135th Street                            |                             | |                                                       |
|                                                    | 125th Street                            | Handicapped/disabled access | | M60 bus naar LaGuardia Airport                        |
|                                                    | 116th Street                            |                             | |                                                       |
|                                                    | 110th Street-Cathedral Parkway          |                             | |                                                       |
|                                                    | 103rd Street                            |                             | |                                                       |
|                                                    | 96th Street                             |                             | |                                                       |
|                                                    | 86th Street                             |                             | |                                                       |
|                                                    | 81st Street-Museum of Natural History   |                             | |                                                       |
|                                                    | 72nd Street                             |                             | |                                                       |
|                                                    | 59th Street-Columbus Circle             |                             | (Broadway-Seventh Avenue Line)                                                                                       |                                                       |
|                                                    | 50th Street                             | Handicapped/disabled access | | Station is alleen toegankelijk in zuidelijke richting |
|                                                    | 42nd Street-Port Authority Bus Terminal | Handicapped/disabled access | (Broadway-Seventh Avenue Line), (Flushing Line), (Broadway Line), (42nd Street Shuttle) bij Times Square-42nd Street | Port Authority Bus Terminal                           |
|                                                    | 34th Street-Penn Station                | Handicapped/disabled access | | Amtrak, LIRR, NJ Transit bij Pennsylvania Station     |
|                                                    | 23rd Street                             |                             | |                                                       |
|                                                    | 14th Street                             | Handicapped/disabled access | (Canarsie Line) |                                                       |
|                                                    | West Fourth Street-Washington Square    | Handicapped/disabled access | (Sixth Avenue Line)                                                                                                  | PATH bij 9th Street                                   |
|                                                    | Spring Street                           |                             | |                                                       |
|                                                    | Canal Street                            |                             | |                                                       |
|                                                    | Chambers Street                         |                             | (Broadway-Seventh Avenue Line)                                                                                       | PATH bij World Trade Center Transportation Hub        |
|                                                    | Broadway-Nassau Street                  |                             | (Broadway-Seventh Avenue Line) (Lexington Avenue Line) (Nassau Street Line)                                          |                                                       |
| Brooklyn                                           |                                         |                             | |                                                       |
|                                                    | High Street-Brooklyn Bridge             |                             | |                                                       |
|                                                    | Jay Street-Borough Hall                 |                             | (Sixth Avenue Line)                                                                                                  |                                                       |
|                                                    | Hoyt-Schermerhorn Streets               |                             | (Crosstown Line) |                                                       |
|                                                    | Lafayette Avenue                        |                             | |                                                       |
|                                                    | Clinton-Washington Avenues              |                             | |                                                       |
|                                                    | Franklin Avenue                         | Handicapped/disabled access | (Franklin Avenue Shuttle)                                                                                            |                                                       |
|                                                    | Nostrand Avenue                         |                             | | LIRR Atlantic Branch bij Nostrand Avenue              |
|                                                    | Kingston-Throop Avenues                 |                             | | B15 naar JFK Airport                                  |
|                                                    | Utica Avenue                            |                             | |                                                       |
|                                                    | Ralph Avenue                            |                             | |                                                       |
|                                                    | Rockaway Avenue                         |                             | |                                                       |
|                                                    | Broadway Junction                       |                             | (Jamaica Line) (Canarsie Line)                                                                                       | LIRR Atlantic Branch bij East New York                |
|                                                    | Liberty Avenue                          |                             | |                                                       |
|                                                    | Van Siclen Avenue                       |                             | |                                                       |
|                                                    | Shepherd Avenue                         |                             | |                                                       |
|                                                    | Euclid Avenue                           | Handicapped/disabled access | |                                                       |
|                                                    | Grant Avenue                            |                             | |                                                       |
| Queens                                             |                                         |                             | |                                                       |
|                                                    | 80th Street                             |                             | |                                                       |
|                                                    | 88th Street                             |                             | |                                                       |
|                                                    | Rockaway Boulevard                      |                             | |                                                       |
| Diensten naar Lefferts Boulevard and The Rockaways |                                         |                             | |                                                       |
|                                                    |                                         |                             | |                                                       |
| Dienst naar Lefferts Boulevard                     |                                         |                             | |                                                       |
|                                                    | Rockaway Boulevard                      |                             | |                                                       |
|                                                    | 104th Street                            |                             | |                                                       |
|                                                    | 111th Street                            |                             | |                                                       |
|                                                    | Ozone Park-Lefferts Boulevard           |                             | | Q10 naar JFK Airport                                  |
|                                                    |                                         |                             | |                                                       |
| Dienst naar The Rockaways                          |                                         |                             | |                                                       |
|                                                    | Aqueduct Racetrack                      |                             | | Alleen noordwaartse treinen, alleen open op racedagen |
|                                                    | Aqueduct-North Conduit Avenue           |                             | |                                                       |
|                                                    | Howard Beach-JFK Airport                | Handicapped/disabled access | | AirTrain JFK                                          |
|                                                    | Broad Channel                           |                             | (Rockaway Park Shuttle)                                                                                              |                                                       |
| Diensten naar Far Rockaway en Rockaway Park        |                                         |                             | |                                                       |
|                                                    |                                         |                             | |                                                       |
| Dienst naar Far Rockaway                           |                                         |                             | |                                                       |
|                                                    | Beach 67th Street                       |                             | |                                                       |
|                                                    | Beach 60th Street                       |                             | |                                                       |
|                                                    | Beach 44th Street                       |                             | |                                                       |
|                                                    | Beach 36th Street                       |                             | |                                                       |
|                                                    | Beach 25th Street                       |                             | |                                                       |
|                                                    | Far Rockaway-Mott Avenue                |                             | | LIRR Far Rockaway Branch bij Far Rockaway             |
|                                                    |                                         |                             | |                                                       |
| Dienst naar Rockaway Park                          |                                         |                             | |                                                       |
|                                                    | Beach 90th Street                       |                             | (Rockaway Park Shuttle)                                                                                              |                                                       |
|                                                    | Beach 98th Street                       |                             | (Rockaway Park Shuttle)                                                                                              |                                                       |
|                                                    | Beach 105th Street                      |                             | (Rockaway Park Shuttle)                                                                                              |                                                       |
|                                                    | Rockaway Park-Beach 116th Street        | Handicapped/disabled access | (Rockaway Park Shuttle)                                                                                              |                                                       |

 ·  ·  ·  ·  ·  ·  ·  ·  · 